# Daewoo Leganza
Daewoo Leganza – samochód osobowy klasy średniej, produkowany pod południowokoreańską marką Daewoo w latach 1997–2008.

## Historia i opis modelu

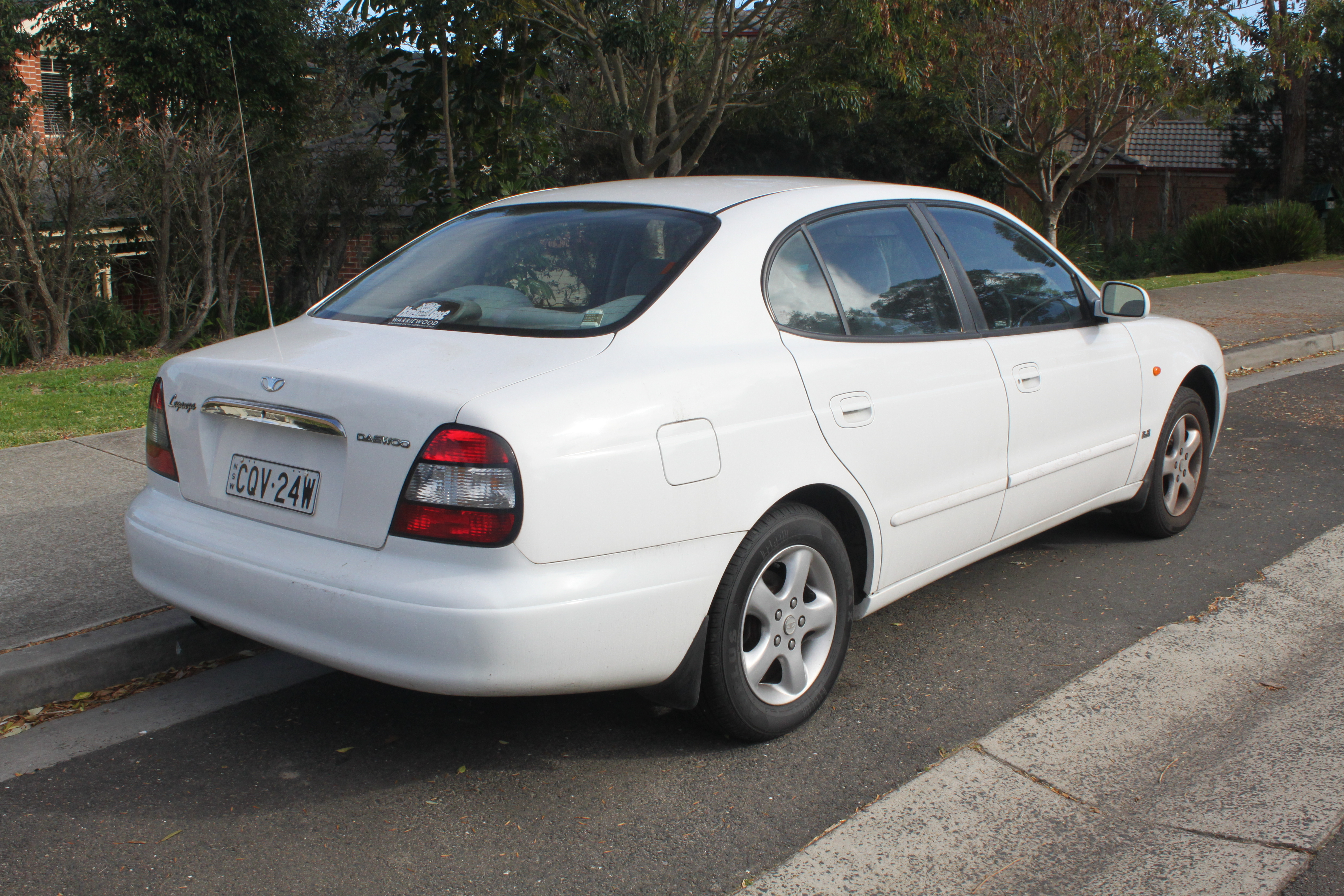
Daewoo Leganza – tył

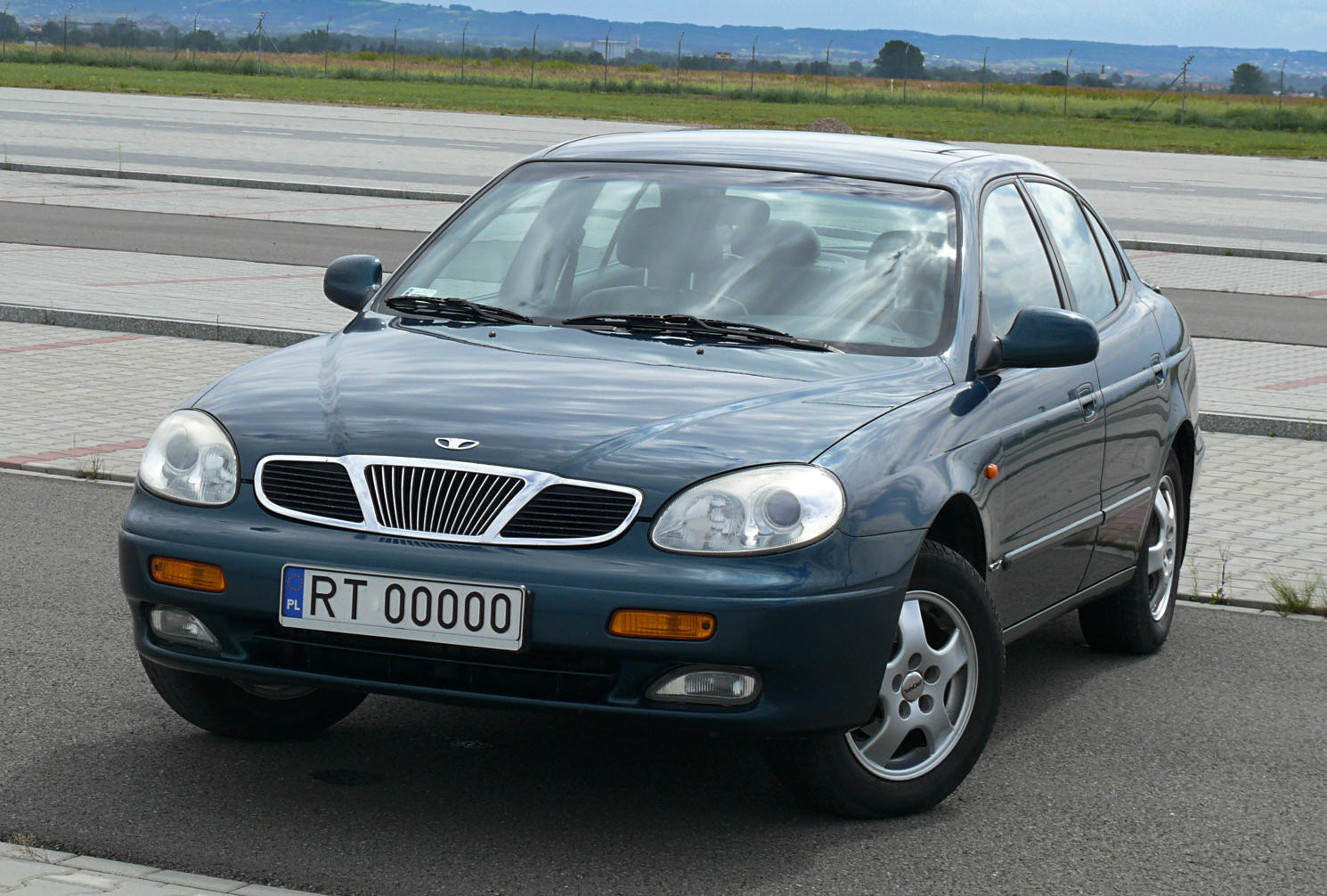
polskie Daewoo-FSO Leganza

### Projekt
Pojazd był jednym z produktów nowej serii zastępującej dotychczasowe konstrukcje oparte na technologii starszych modeli General Motors. Leganza otrzymała roboczą nazwę V100 obok Lanosa – T100 i Nubiry – J100, z czego Leganza była największym z nich, mając na celu zastąpić przestarzałe wówczas Daewoo Prince oraz Espero. Samochody te powstały przy dużym udziale kooperantów takich jak ZF, który dostarczył skrzynie biegów, czy australijski Holden, który skupił się na pracach konstrukcyjnych nad jednostkami napędowymi.
Prace nad samochodem Daewoo V100 rozpoczęły się pod koniec 1993 roku. Nadwozie Leganzy zostało opracowane w ciągu trzech miesięcy (lato 1994) w studiu Italdesign przez Giorgetto Giugiaro. Głównym punktem odniesienia był prototyp Jaguar Kensington z 1990 roku, który po odrzuceniu przez Brytyjczyków został kupiony przez Daewoo. Przez następne 2 lata budowano prototypy przeznaczone do testów. Testy drogowe rozpoczęły się w maju 1995 roku i skończyły się rok później. W lutym 1997 roku pojazd był już gotowy do produkcji. Powstały także projekty wersji kombi oraz coupé, które ostatecznie nie doczekały się realizacji. W tym samym roku przeprowadzono testy ANCAP pojazdu, który zdobył dwie gwiazdki w skali czterogwiazdkowej.

### Premiera
Debiut Leganzy w Korei Południowej odbył się na salonie samochodowym w Seulu w 1997 roku. W tym samym roku pojazd zadebiutował także w Europie na targach we Frankfurcie nad Menem. Produkcja rozpoczęła się w marcu 1997 roku, początkowo lokalnie południowokoreańskich zakładach w Inczonie. W październiku 1997 roku ruszył dodatkowo montaż pojazdu w systemie SKD w Fabryce Samochodów Osobowych w Warszawie. W latach 1997−1999 w Korei Południowej powstało kilka elektrycznych i hybrydowych egzemplarzy Leganza NGV. Wszystkie prototypy były w białym kolorze. Nazwa Leganza to połączenie dwóch włoskich słów: elegante i forza czyli elegancja i siła. Jeden z egzemplarzy pokazano na salonie samochodowym w Seulu w 1997 roku, jednak wersja ta ostatecznie nie weszła do produkcji seryjnej. W 1998 roku rozpoczęła się produkcja Leganzy w rosyjskich zakładach TagAZ pod nazwą Doninvest Kondor, w ukraińskich zakładach ZAZ, rumuńskich zakładach Rodae oraz w Wietnamie. W tym samym roku obok mniejszej Nubiry i Lanosa, Leganza zadebiutowała także w Stanach Zjednoczonych i Kanadzie. W 1999 roku zaprezentowano nie wprowadzoną ostatecznie do produkcji wersję usportowioną. 

### Sprzedaż
W 2000 roku zakończono produkcję Leganzy w Wietnamie oraz w Rosji i zmieniono nieznacznie wzór atrapy. W 2001 roku tylko w Korei Południowej pojawił się inny wariant atrapy oraz zakończyła się także produkcja samochodu na Ukrainie. Wiosną 2001 roku zakończono montaż pojazdu w Daewoo-FSO gdzie powstało 3969 egzemplarzy. W grudniu 2002 roku zakończono produkcję w Korei Południowej oraz w Rumunii.
Daewoo zamiast przeprowadzać lifting samochodu (co uczyniło z modelami Matiz i Nubira), przedłużyło płytę podłogową o 30 mm i w oparciu o nią zbudowało nowy model Magnus o kodzie fabrycznym V200. Pojazd na rynku koreańskim pojawił się w 2000 roku, gdzie oba modele sprzedawane były chwilowo równocześnie. Eksport Magnusa pod nazwą Daewoo Evanda rozpoczęto do Europy dopiero po oficjalnym zakończeniu produkcji Leganzy – w 2002 roku. Produkcja w Egipcie trwała najdłużej spośród wszystkich rynków, kończąc się ostatecznie w 2008 roku.

## Dane techniczne
- Podwozie[13]
  - Zawieszenie przednie: kolumny MacPherson
  - Zawieszenie tylne: podwójne wahacze
  - Hamulce przód/tył: tarczowe wentylowane/tarczowe, ABS
  - Koła z obręczą: 6,0J x 15
  - Ogumienie: 205/60 R 15
- Wymiary[13]
  - Rozstaw kół przód: 1515 mm
  - Rozstaw kół tył: 1507 mm
- Masy[13]
  - Masa całkowita maksymalna: 1830 kg
- Dana użytkowe[13]
  - Minimalny promień zawracania: 5,5 m
  - Spalanie cykl miejski − 10,6 l, 11,9 l (A), przy 90 km/h − 5,8 l, 5,9 l (A), przy 120 km/h − 7,4 l, 7,5 l (A)

### Silniki
| Wersja             | Silnik:                   | Układ zasilania:     | Średnica × skok tłoka: | St. sprężania:     | Moc maksymalna:                     | Maks. moment obrotowy      | 0-100 km/h:        | V-max:              | Śr. zużycie paliwa na 100 km |
| Silniki benzynowe: | Silniki benzynowe:        | Silniki benzynowe:   | Silniki benzynowe:     | Silniki benzynowe: | Silniki benzynowe:                  | Silniki benzynowe:         | Silniki benzynowe: | Silniki benzynowe:  | Silniki benzynowe:           |
| ------------------ | ------------------------- | -------------------- | ---------------------- | ------------------ | ----------------------------------- | -------------------------- | ------------------ | ------------------- | ---------------------------- |
| 1.8 SOHC           | R4 1,8 l (1796 cm³), SOHC | wtrysk wielopunktowy | 84,80 mm × 79,50 mm    | 8,8:1              | 105 KM (77 kW) przy 5400 obr./min   | 151 N•m przy 3200 obr./min | b/d                | 182 km/h            | b/d                          |
| 1.8 DOHC           | R4 1,8 l (1799 cm³), DOHC | wtrysk wielopunktowy | 81,60 mm × 88,00 mm    | 9,5:1              | 131 KM (96 kW) przy 5600 obr./min   | 171 N•m przy 4600 obr./min | b/d                | b/d                 | b/d                          |
| 2.0 SOHC           | R4 2,0 l (1998 cm³), SOHC | wtrysk wielopunktowy | 86,00 mm × 88,00 mm    | 9,5:1              | 110 KM (81 kW) przy 5000 obr./min   | 172 N•m przy 3000 obr./min | b/d                | b/d                 | b/d                          |
| 2.0 DOHC           | R4 2,0 l (1998 cm³), DOHC | wtrysk wielopunktowy | 86,00 mm × 86,00 mm    | 9,6:1              | 133 KM (98 kW) przy 5400 obr./min   | 184 N•m przy 4600 obr./min | 10,2 s (12,5 s)    | 206 km/h (192 km/h) | 10,6 l                       |
| 2.2 DOHC           | R4 2,2 l (2198 cm³), DOHC | wtrysk wielopunktowy | 86,00 mm × 94,60 mm    | 9,6:1              | 136 KM (99,8 kW) przy 5200 obr./min | 201 N•m przy 2800 obr./min | 10,6 s             | 207                 | 12 l                         |

Leganza początkowo w Europie oferowana była z silnikiem 2.0 DOHC. W późniejszym czasie ofertę poszerzyła wersja 2.2 DOHC. W Korei Południowej dodatkowo montowano mniejszą jednostkę o pojemności 1.8 l. W obu przypadkach silniki dostępne były jako DOHC i SOHC. W 1999 roku w Korei Południowej dołączyła jednostka 2.2 DOHC. Samochód posiadał napęd na przednią oś. Klient mógł wybierać między manualną, pięciostopniową skrzynią biegów a czterostopniową przekładnią automatyczną.

## Wyposażenie

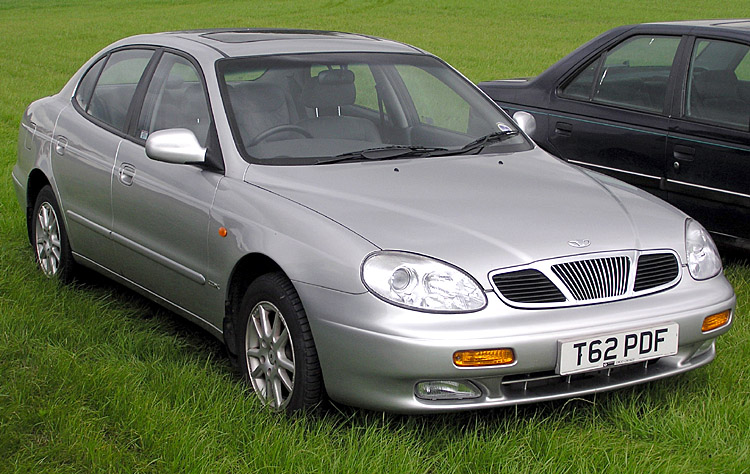
Daewoo Leganza w Wielkiej Brytanii

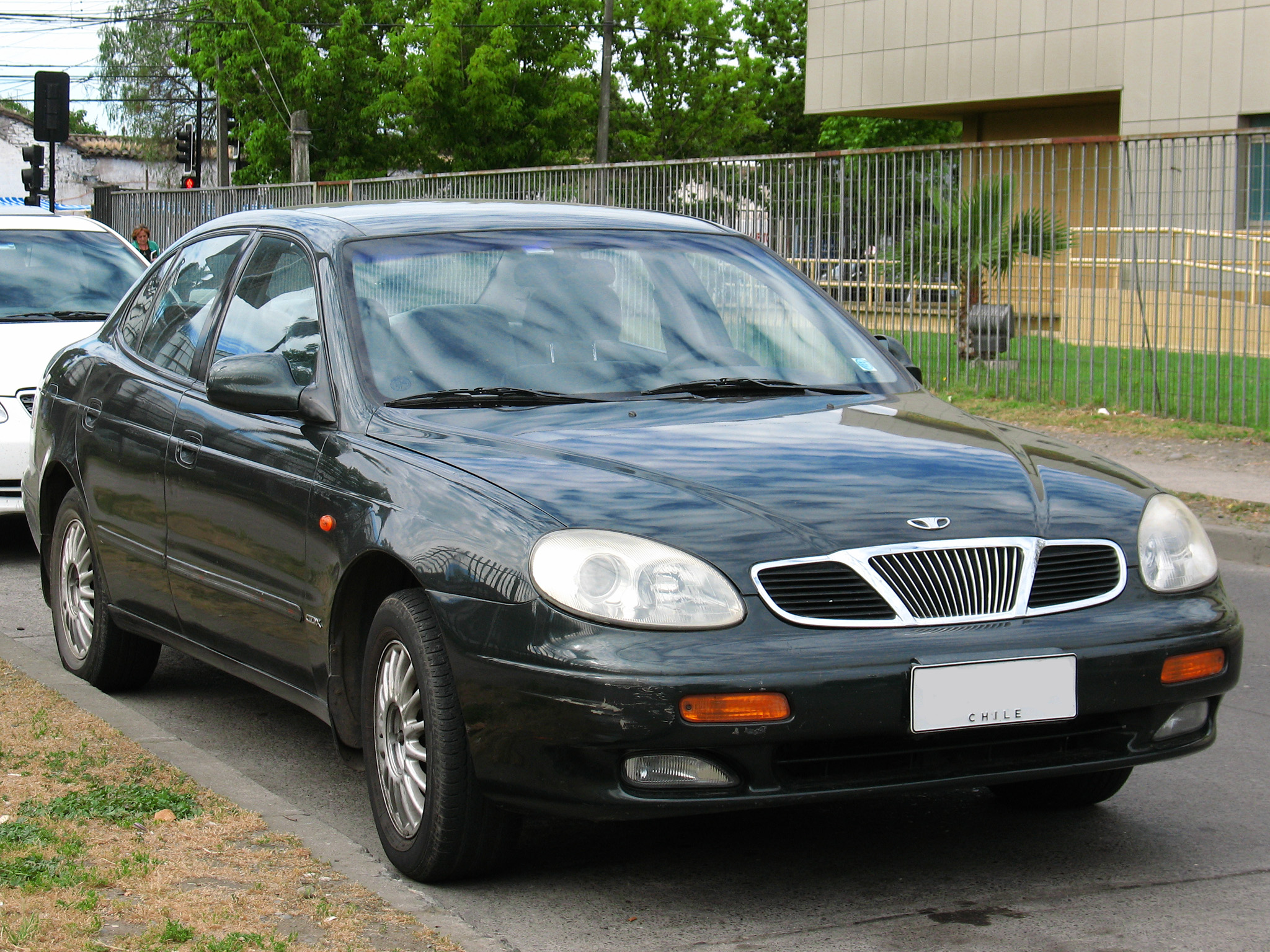
Daewoo Leganza w Chile

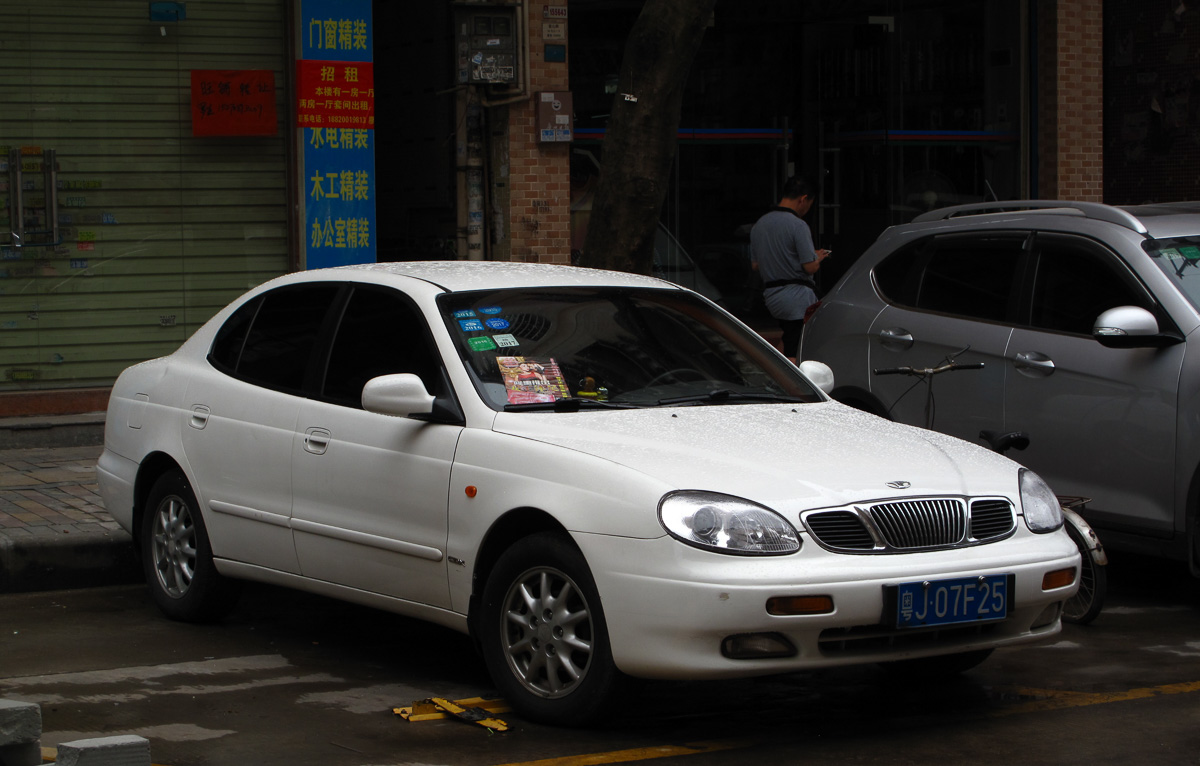
Daewoo Leganza w Chinach

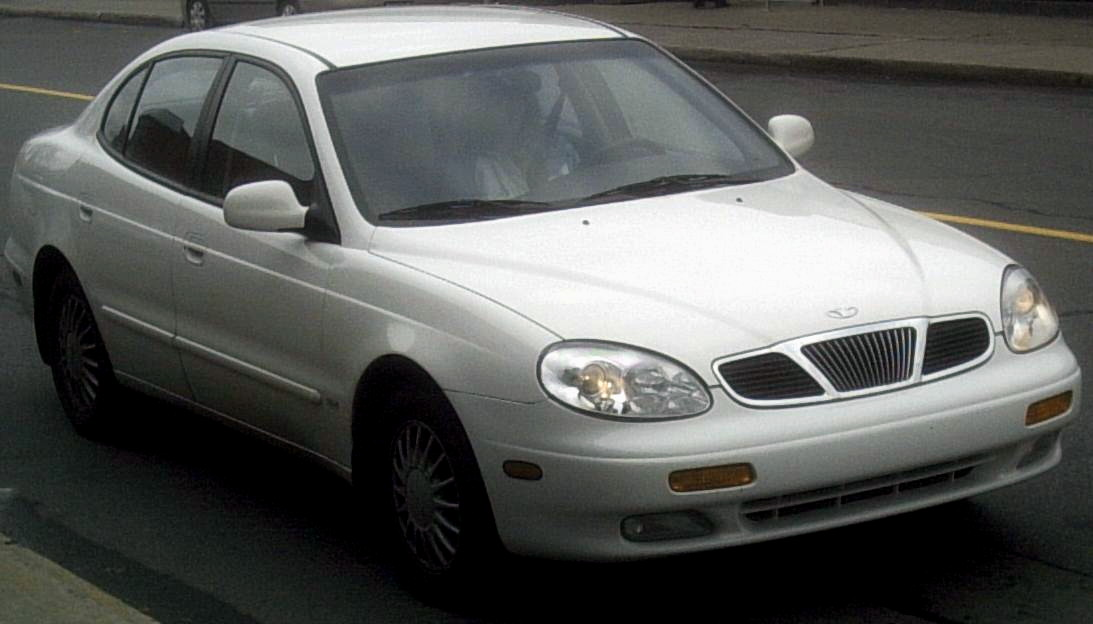
Daewoo Leganza w Stanach Zjednoczonych

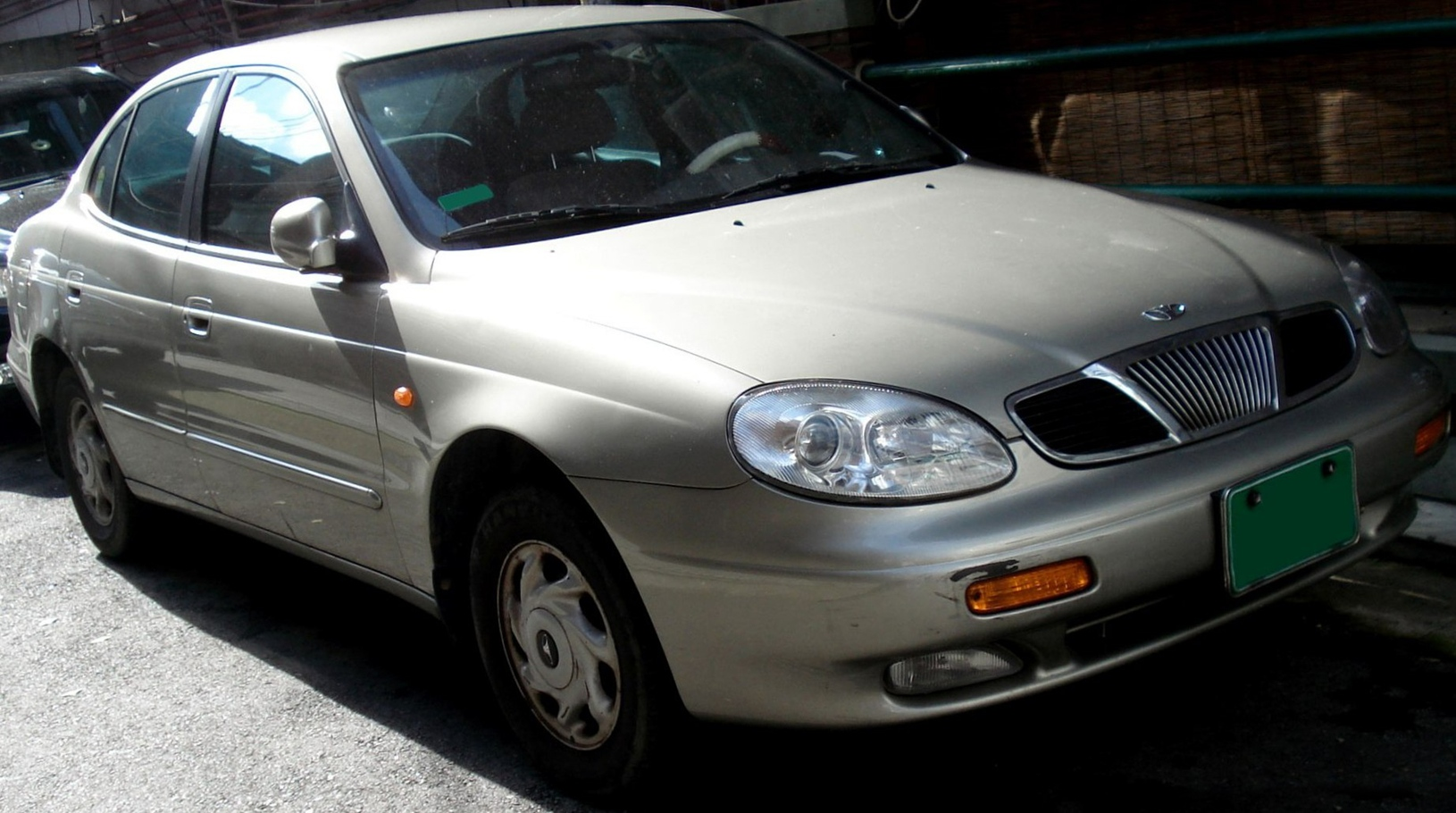
Daewoo Leganza w Korei Południowej

Leganza w Europie dostępna była w dwóch wersjach wyposażenia: ubogiej SX oraz bogatej CDX. W zależności od rocznika pojazd oferowany był w dwóch kolorach skórzanej tapicerki: czarno-szarej lub beżowej.

### Bezpieczeństwo
- Centralny zamek i autoalarm sterowany pilotem (SX,CDX)
- Immobilizer (SX,CDX)
- Poduszka powietrzna dla kierowcy i pasażera (SX,CDX)
- Wzmocnienie boczne (SX,CDX)
- Wspomaganie kierownicy (SX)
- Wspomaganie kierownicy uzależnione od prędkości (CDX)
- ABS (SX)
- ABS z systemem kontroli momentu obrotowego [TCS] (CDX)
- Regulacja wysokości pasów przednich (SX,CDX)
- Pirotechniczne napinacze przednich pasów bezpieczeństwa (SX,CDX)
- Ogrzewanie tylnej szyby (SX,CDX)
- Blokada tylnych drzwi zabezpieczająca przed otwarciem przez dzieci (SX,CDX)
- Sygnalizacja niezapięcia pasa bezpieczeństwa kierowcy (SX,CDX)
- Automatyczna skrzynia biegów (Opcja)
- Automat utrzymujący stałą prędkość [tempomat] (Opcja)

### Wyposażenie wewnętrzne
- Elektryczna regulacja szyb w drzwiach przednich i tylnych (SX,CDX)
- Regulacja położenia kierownicy w pionie (SX,CDX)
- Dzielone oparcie tylnego siedzenia (w stosunku (40/60)) (SX,CDX)
- Klimatyzacja ręczna (SX)
- Klimatyzacja automatyczna (Climatronic jednostrefowy) (CDX)
- Regulacja wysokości fotela kierowcy (SX,CDX)
- Elektryczna regulacja fotela kierowcy (CDX)
- Przednie fotele z podparciem lędźwiowym (SX,CDX)
- Skórzana tapicerka foteli i podgrzewanie przednich siedzeń (CDX)
- Skórzane pokrycie kierownicy i dźwigni zmiany biegów (CDX)
- Drewniane elementy wystroju wnętrza (SX,CDX)
- Podświetlane lusterko kosmetyczne (SX,CDX)
- Przedni schowek podświetlany i zamykany na kluczyk (SX,CDX)
- Otwieranie bagażnika z kabiny (SX,CDX)
- Otwieranie wlewu paliwa z kabiny (SX,CDX)
- Oświetlenie bagażnika (SX,CDX)
- Tylny podłokietnik ze schowkiem (SX,CDX)
- Filtr przeciwpyłkowy (SX,CDX)

### Wskaźniki
- Obrotomierz (SX,CDX)
- Sygnalizacja pozostawienia włączonych świateł (SX,CDX)
- Sygnalizacja niezapięcia pasa bezpieczeństwa kierowcy (SX,CDX)
- Zegarek cyfrowy (SX)
- Zegarek cyfrowy z wyświetlaczem temperatury zewnętrznej (CDX)

### Wyposażenie zewnętrzne
- Przednie światła przeciwmgielne (SX,CDX)
- Lusterka zewnętrzne ustawiane i ogrzewane elektrycznie (SX,CDX)
- Przyciemniane szyby  (SX,CDX)
- Zderzaki w kolorze nadwozia (SX,CDX)
- Lusterka zewnętrzne w kolorze nadwozia (SX,CDX)
- Lusterka zewnętrzne składane (SX,CDX)
- Koła ze stopów lekkich (SX,CDX)

### System audio
- Antena regulowana elektrycznie (SX,CDX)
- 6 głośników (SX,CDX)
- Radioodtwarzacz (SX,CDX)
- Zmieniarka na 6 płyt CD (SX,CDX)